# Jean François Campos
Jean-François Campos (Jean-François Campos, né en 1966 à Aix-en-Provence, France) est un photographe français. Son travail a été exposé internationalement dans de nombreuses galeries et musées, tels que le Centre international de la photographie (ICP) à New York ainsi que le Centre National de la Photographie à Paris. Los Angeles est devenu le siège de travail de Jean François Campos

## Biographie
Jean-François Campos commence à photographier en 1988, lors d’un voyage à Berlin. Il poursuit son reportage en 1989, avant, pendant et après la chute du mur. Ce travail fait l’objet d’une exposition, Berlin à cœur ouvert, à la FNAC en 1990. La même année il est lauréat du prix de la Fondation Angénieux et de la Biennale des jeunes créateurs de l’Europe et de la Méditerranée. Entre 1992 et 1996, il collabore avec le journal français Libération. Il réalise, entre autres, un portrait de Jacques Chirac durant les sept mois de la campagne présidentielle et aussi sur la campagne présidentielle d'Édouard Balladur. Il entre à l’Agence VU en juillet 1995 alors qu’il couvre le festival d’Avignon. En 1996, il obtient pour l’ensemble de son travail à Libération, le prix Masterclass de la Fondation du World Press Photo ainsi que le prix Moins Trente du Centre national de la photographie.

## Prix et distinctions
- 2014 : Lauréat, American Photography 30, dans la catégorie portrait éditorial pour le portrait de Mary Ann Schoettly, une femme ordonnée prêtre[3].
- 2012 : Prix d'entreprise, 27ième Grand Prix de la Publicité Presse Magazine pour LVMH; "Les Journées Particulières".
- 2004 : 1er prix Club des AD pour la campagne de Playstation de Sony[4].
- 1997 : Lauréat, Fondation HSBC pour la Photographie[5].
- 1997 : Nommé pour le prix Agence France-Presse (AFP).
- 1997 : Prix Masterclass, Fondation du World Press Photo.
- 1996 : Prix Moins Trente du Centre National de la Photographie.
- 1991 : Lauréat, prix de la Biennale des Jeunes Créateurs de l'Europe de la Méditerranée.
- 1990 : Lauréat, prix de la Fondation Angénieux.

## Expositions
- 2009 : (en) Sara, just Sara : in the mirror of my myths – Milk Gallery, New York.
- 2006 : Comment ça va avec l'amour – Maison de la Villette, Paris.
- 2001 : Le Collectif HSBC – Paris Photo, Paris[6].
- 1999 : Le Collectif VU – Paris.
- 1990 : Berlin, à Cœur Ouvert – Galeries Fnac à Marseille, Bordeaux, Strasbourg, Paris, Berlin.
- 1998 : Le Président français – Mois de la Photo, Moscou.
- 1997 : Après la Pluie – Galerie Beaudoin Lebon, Paris.
- 1997 : Les Voisins – Institut néerlandais pour la Photographie, Rotterdam.
- 1996 : Nouvelle Photographie de France – International Center of Photography, New York.
- 1996 : Politique et Société – Centre National de la Photographie, Paris.
- 1995 : La solitude du Candidat Chirac – Festival Visa pour l'Image, Perpignan.
- 1991 : Souvenirs de Berlin – Nuit de la photo, Musée de l'Élysée, Lausanne.
- 1991 : Fragments – Musée de la Vieille Charité, Marseille.
- 1990 : Berlin à cœur ouvert – Galeries FNAC à Marseille, Bordeaux, Strasbourg, Paris, Berlin.

## Monographies
La première monographie de Campos Après la Pluie a été publié en 1997 comme une rétrospective de son travail dans le journal français Libération avec une préface de Jean Rouaud. Par la suite Campos a publié ’’Je ne vois pas ce qu’on me trouve’’ – une collection d'images prises dans les coulisses pendant le tournage du film de Christian Vincent qui porte le même titre ; postface de Christian Caujolle.